# 赤光背奇蝽
赤光背奇蝽（学名：Stenopirates yami）为奇蝽科光背奇蝽屬下的一个种。